# Sonar de barrido lateral

Diagrama de la información obtenible mediante un sonar de barrido lateral.

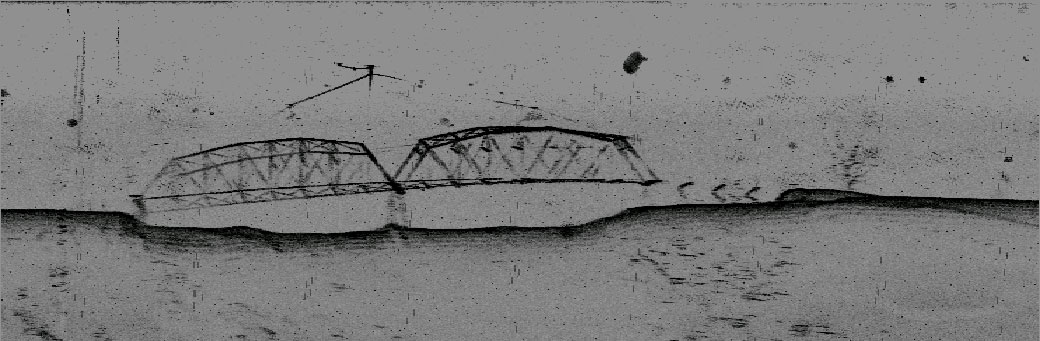
Inspección mediante un sonar de barrido lateral de un puente sumergido en 48m de agua dulce. Equipo utilizado: Sonar de barrido lateral Humminbird 981c.

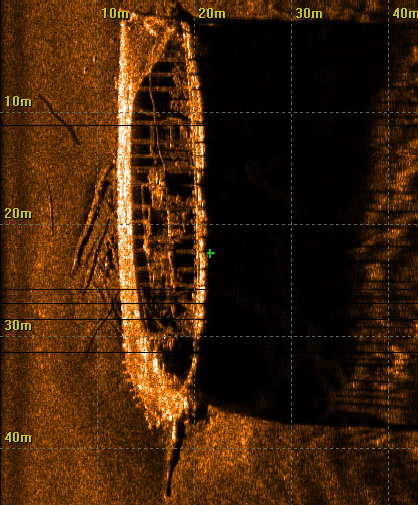
Imagen de sonar de barrido lateral del naufragio "Aid" en Estonia.

Un sonar de barrido lateral es un tipo de sistema sonar que se utiliza para obtener una imagen de grandes porciones del suelo marino. 

## Usos
El sonar de barrido lateral puede ser utilizado para realizar relevamientos para arqueología marítima; conjuntamente con la toma de muestras del fondo marino es capaz de permitir comprender la distribución de los materiales y texturas que conforman el fondo marino. Las imágenes obtenidas mediante un sonar de barrido lateral son comúnmente utilizadas para detectar obstrucciones en el suelo marino  que pueden representar un riesgo para la navegación o para la instalación de equipos de la industria petrolera. Además, utilizando un radar de barrido lateral se pueden investigar las condiciones de tuberías y cables ubicados sobre el fondo marino. 
A menudo se realizan relevamientos con un sonar de barrido lateral conjuntamente con mediciones batimétricas y perfilación de penetración, para obtener una mejor comprensión de la estructura del fondo marino. El sonar de barrido lateral también es usado para investigar pesquerías, operaciones de dragado y estudios ambientales. En el ámbito militar se lo suele utilizar para detectar minas.

## Principio de funcionamiento
Para el barrido lateral se utiliza un equipo sonar que emite una serie de pulsos sonoros de alta frecuencia con un perfil cónico o en abanico hacia el suelo marino en un ángulo amplio perpendicular a la trayectoria en la que se desplaza el sensor por el agua. El sensor puede ser arrastrado por un barco en la superficie o por un submarino, o estar montado en el casco de un barco.  La intensidad de las reflexiones acústicas en el suelo marino de este haz en forma de abanico es detectado por elementos electrónicos que forman el sensor y procesado para obtener un registro en una serie de secciones transversales.  Al ser ensambladas en la dirección de desplazamiento, estas secciones transversales forman una imagen del fondo marino dentro del rango de alcance del haz. Las frecuencias de sonido en un sonar de barrido lateral por lo general se encuentran entre 100 a 500 kHz; las frecuencias más altas permiten obtener una mejor resolución pero tienen un alcance menor.

## Fabricantes
Entre los fabricantes de sistemas de sonar de barrido lateral de alta frecuencia se cuentan Furuno, Sonardyne, Lowrance, Simrad, Raytheon, Northrop Grumman (anteriormente Westinghouse), EdgeTech (anteriormente EG&G), C-MAX Ltd., L-3/Klein Associates, J.W. Fishers Mfg. Inc., Imagenex Technology Corp., RESON A/S, Sonatech Inc., Benthos (el sonar producido con anterioridad por Datasonics), WESMAR, Marine Sonic Technology, Kongsberg Maritime,  Geoacoustics Archivado el 29 de enero de 2016 en Wayback Machine., EDO Corporation, Ultra Electronics, Humminbird (Techsonic Industries Inc), y Deep Vision Technologies. 